# راخوکلوتا
راخوکلوتا (به اسپانیایی: Rajucollota) یک کوه در پرو است که در Peru, Ancash Region, Lima Region واقع شده‌است. راخوکلوتا ۵٬۴۲۷ متر بالاتر از سطح دریا واقع شده‌است.